# Paulinho
Pour les articles homonymes, voir Paulinho (homonymie).
José Paulo Bezerra Maciel Júnior, dit Paulinho, né le 25 juillet 1988 à São Paulo au Brésil, est un ancien footballeur international brésilien.

## Biographie

### Carrière en club

#### Pão de Açúcar (2008-2009)
Il revient dans son club formateur lorsqu’il était jeune

#### Bragantino (2009-2010)
Auteur d'une très bonne saison 2009 avec l'équipe de Bragantino, ses 7 buts inscrits lors des barrages ne suffisent pourtant pas pour permettre à son club d'accéder au Brasileirão. Mais ses prouesses lui attirent les louanges de la presse pauliste et l'intérêt des recruteurs.

#### SC Corinthians (2010-2013)
En janvier 2010, il signe aux Corinthians.
Vainqueur de la Copa Libertadores en 2012 avec le club des Corinthians, il participe la même année à la Coupe du monde des clubs organisée au Japon ou son équipe remporte le titre 1-0 face à l'équipe anglaise de Chelsea.

#### Tottenham Hotspur (2013-2015)
Le 6 juillet 2013 il rejoint le club anglais de Tottenham, le montant du transfert étant de 20 millions d'euros. Avec l'équipe londonienne, il dispute 45 matchs en Premier League (6 buts), et 13 matchs en Ligue Europa (2 buts).

#### Guangzhou Evergrande (2015-2017)
Le 29 juin 2015, Paulinho rejoint officiellement le club chinois de Guangzhou Evergrande, où il retrouve son ancien sélectionneur, Luiz Felipe Scolari. Son transfert est estimé à 14 millions d'euros. Avec l'équipe de Guangzhou Evergrande, il remporte la Ligue des champions de l'AFC en 2015, et participe la même année à la Coupe du monde des clubs organisée au Japon.

#### FC Barcelone (2017-2018)
Le 14 août 2017, le FC Barcelone annonce le recrutement de Paulinho pour 40 millions d’euros. Il débute le 26 août 2017 face au Deportivo Alavés (2e journée du championnat d'Espagne). Le 16 septembre 2017, il marque le but de la victoire face à Getafe CF (4e journée de championnat). Il marque un but de la tête lors de la victoire de son équipe le 19 septembre 2017 contre Eibar sur le score de 6 à 1. Paulinho marque un total de huit buts au cours des 19 premières journées du championnat. Lors de sa première saison au Barça, il remporte le doublé Championnat/Coupe d'Espagne.

#### Guangzhou Evergrande (2018-2021)
Le 8 juillet 2018, Paulinho retourne au Guangzhou Evergrande sous forme de prêt avec option d'achat obligatoire. En janvier 2019, le club chinois lève l’option d’achat. Le 21 janvier 2021, le club résilie le contrat du joueur à l'amiable pour cause de Covid 19, le joueur est interdit de retourner en Chine depuis janvier 2020, pour la politique zéro covid imposée par le pays.

#### Al-Ahli (2021)
Le 22 juin 2021, libre de tout contrat, le club de Al Ahli, en Arabie saoudite officialise l'arrivée du joueur où il signe un contrat de 3 ans,. Le 19 septembre 2021, après 2 buts en 4 matchs et 2 mois au club, il résilie son contrat pour raison personnelle.

#### SC Corinthians (2021-2024)
Le 15 décembre 2021, il paraphe un contrat jusqu'en décembre 2023 avec le club brésilien de Corinthians, club où il était passé entre 2010 et 2013.

### En équipe nationale
Il réalise ses débuts en équipe du Brésil le 14 septembre 2011, en amical contre l'Argentine.
Il participe avec la sélection brésilienne à la Coupe des confédérations 2013 puis à la Coupe du monde 2014. Il joue quatre matchs lors de la Coupe des confédérations puis six matchs lors de la Coupe du monde.
Le 14 mai 2018, il fait partie de la liste des joueurs brésiliens convoqués par le sélectionneur Tite pour participer à la Coupe du monde en Russie. Il marque un but contre la Serbie lors du dernier match de poule.

### Retraite
Le 6 septembre 2024, il annonce la fin de sa carrière de joueur.

### Après retraite
Le 11 décembre 2024, Mirassol Futebol Clube annonce la venue de Paulinho en tant que nouveau coordinateur technique.

## Statistiques
| Saison                | Club                        | Championnat           | Championnat | Championnat | Coupe nationale | Coupe nationale | Coupe de la Ligue | Coupe de la Ligue | Supercoupe | Supercoupe | Compétition(s) continentale(s) | Compétition(s) continentale(s) | Compétition(s) continentale(s) | Brésil | Brésil | Total | Total |
| Saison                | Club                        | Division              | M.          | B.          | M.              | B.              | M.                | B.                | M.         | B.         | Comp.                          | M.                             | B.                             | M.     | B.     | M.    | B.    |
| 2006                  | FK Vilnius                  | A Lyga                | 17          | 2           | -               | -               | -                 | -                 | -          | -          | -                              | -                              | -                              | -      | -      | 17    | 2     |
| 2007                  | FK Vilnius                  | A Lyga                | 21          | 3           | -               | -               | -                 | -                 | -          | -          | -                              | -                              | -                              | -      | -      | 21    | 3     |
| Sous-total            | Sous-total                  | Sous-total            | 38          | 5           | -               | -               | -                 | -                 | -          | -          | -                              | -                              | -                              | -      | -      | 38    | 5     |
| 2007-2008             | ŁKS Łódź                    | Ekstraklasa           | 17          | 0           | 1               | 1               | -                 | -                 | -          | -          | -                              | -                              | -                              | -      | -      | 18    | 1     |
| Sous-total            | Sous-total                  | Sous-total            | 17          | 0           | 1               | 1               | -                 | -                 | -          | -          | -                              | -                              | -                              | -      | -      | 18    | 1     |
| 2009                  | Bragantino                  | Série A               | 28          | 6           | -               | -               | -                 | -                 | -          | -          | -                              | -                              | -                              | -      | -      | 28    | 6     |
| Sous-total            | Sous-total                  | Sous-total            | 28          | 6           | -               | -               | -                 | -                 | -          | -          | -                              | -                              | -                              | -      | -      | 28    | 6     |
| 2010                  | SC Corinthians              | Série A               | 27          | 4           | -               | -               | -                 | -                 | -          | -          | CL                             | 1                              | 0                              | -      | -      | 28    | 4     |
| 2011                  | SC Corinthians              | Série A               | 35          | 8           | -               | -               | -                 | -                 | -          | -          | CL                             | 1                              | 0                              | 1      | 0      | 37    | 8     |
| 2012                  | SC Corinthians              | Série A               | 23          | 7           | -               | -               | -                 | -                 | -          | -          | CL                             | 14                             | 3                              | 7      | 2      | 44    | 12    |
| 2013                  | SC Corinthians              | Série A               | 1           | 1           | -               | -               | -                 | -                 | -          | -          | CL                             | 8                              | 2                              | 9      | 3      | 18    | 6     |
| Sous-total            | Sous-total                  | Sous-total            | 86          | 20          | -               | -               | -                 | -                 | -          | -          | -                              | 24                             | 5                              | 17     | 5      | 127   | 30    |
| 2013-2014             | Tottenham Hotspur           | Premier League        | 30          | 6           | -               | -               | 2                 | 1                 | -          | -          | C3                             | 5                              | 1                              | 15     | 0      | 52    | 8     |
| 2014-2015             | Tottenham Hotspur           | Premier League        | 15          | 0           | 3               | 1               | 4                 | 0                 | -          | -          | C3                             | 8                              | 1                              | -      | -      | 30    | 2     |
| Sous-total            | Sous-total                  | Sous-total            | 45          | 6           | 3               | 1               | 6                 | 1                 | -          | -          | -                              | 13                             | 2                              | 15     | 0      | 82    | 10    |
| 2015                  | Guangzhou Evergrande        | CSL                   | 13          | 2           | -               | -               | -                 | -                 | -          | -          | ACL                            | 6                              | 1                              | -      | -      | 19    | 3     |
| 2016                  | Guangzhou Evergrande        | CSL                   | 30          | 8           | -               | -               | -                 | -                 | 1          | 0          | ACL                            | 5                              | 0                              | 5      | 1      | 41    | 9     |
| 2017                  | Guangzhou Evergrande        | CSL                   | 20          | 7           | -               | -               | -                 | -                 | 1          | 0          | ACL                            | 8                              | 5                              | 4      | 3      | 33    | 15    |
| Sous-total            | Sous-total                  | Sous-total            | 63          | 17          | -               | -               | -                 | -                 | 2          | 0          | -                              | 19                             | 6                              | 9      | 4      | 93    | 27    |
| 2017-2018             | FC Barcelone                | Liga                  | 35          | 10          | 6               | 0               | -                 | -                 | -          | -          | C1                             | 9                              | 0                              | 14     | 4      | 64    | 14    |
| Sous-total            | Sous-total                  | Sous-total            | 34          | 9           | 6               | 0               | -                 | -                 | -          | -          | -                              | 8                              | 0                              | 14     | 4      | 62    | 13    |
| 2018                  | Guangzhou Evergrande (prêt) | CSL                   | 3           | 3           | -               | -               | -                 | -                 | -          | -          | -                              | -                              | -                              | -      | -      | 3     | 3     |
| Sous-total            | Sous-total                  | Sous-total            | 3           | 3           | -               | -               | -                 | -                 | -          | -          | -                              | -                              | -                              | -      | -      | 3     | 3     |
| Total sur la carrière | Total sur la carrière       | Total sur la carrière | 314         | 66          | 10              | 2               | 6                 | 1                 | 2          | 0          | -                              | 68                             | 15                             | 55     | 13     | 455   | 97    |

## Palmarès

### En club
|  |  | SC Corinthians - Serie A - Champion : 2011 - Copa Libertadores - Vainqueur : 2012 - Coupe du monde des clubs - Vainqueur : 2012 |  | Guangzhou Evergrande - Chinese Super League - Champion : 2015 et 2016 et 2019 - Coupe de Chine - Vainqueur : 2016 - Ligue des champions de l'AFC - Vainqueur : 2015 |  | FC Barcelone - Championnat d'Espagne - Champion : 2018 - Coupe d'Espagne - Vainqueur : 2018 |

### En équipe nationale
- Vainqueur de la Superclásico de las Américas en 2011 avec l'équipe du Brésil
- Vainqueur de la Coupe des confédérations en 2013 avec l'équipe du Brésil
- 4e de la Coupe du monde 2014 avec l'équipe du Brésil

### Distinctions personnelles
- Vainqueur du Bola de Prata en 2011 et 2012.
- Ballon de bronze de la Coupe des confédérations 2013.
- Homme du match contre la Serbie lors de la Coupe du monde 2018.
- Meilleur joueur de la ligue chinoise 2019